# Haus am Gries (Moosburg)

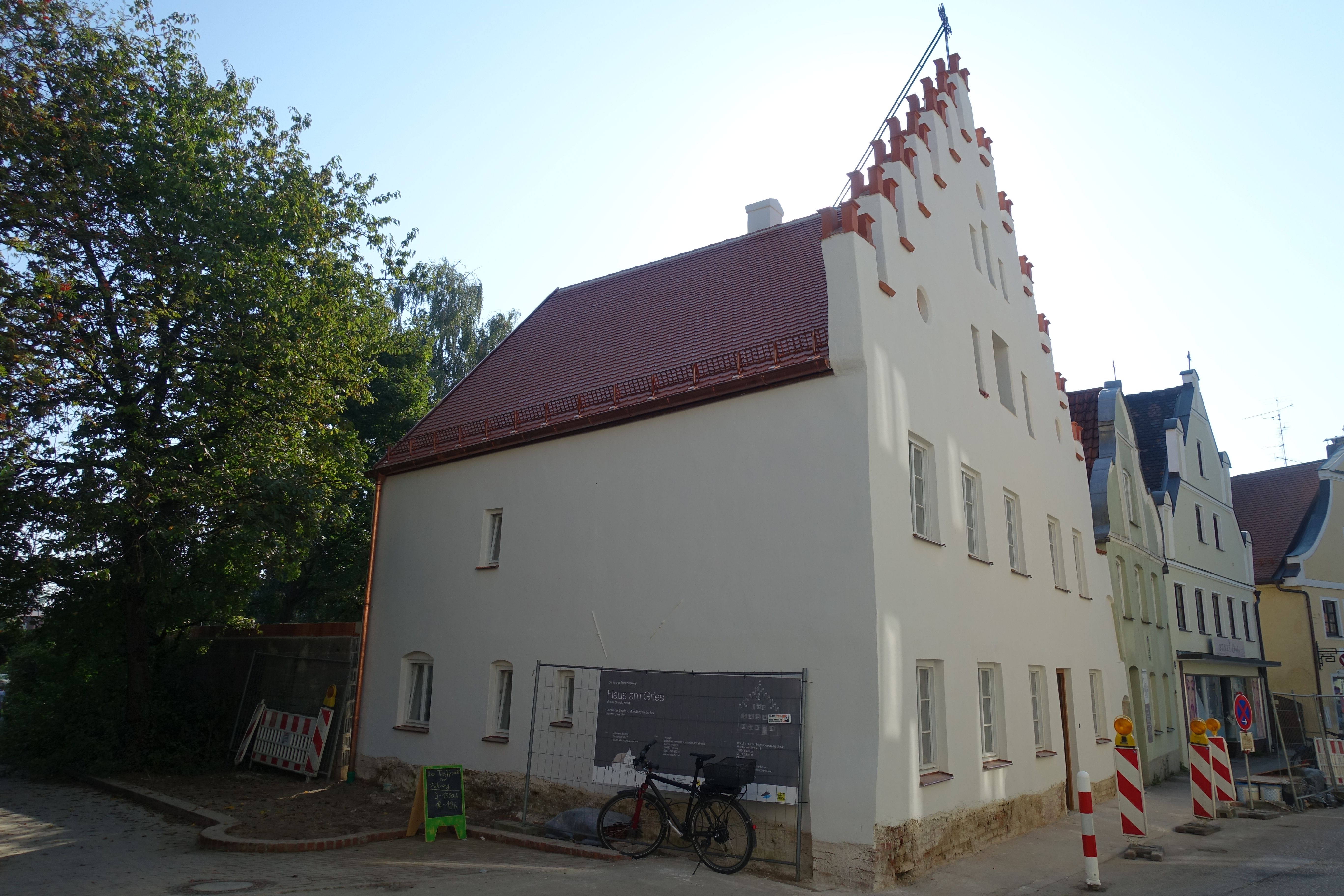
Haus am Gries in Moosburg (2023)

Das Haus am Gries ist ein im Kern spätmittelalterliches Wohnhaus mit Zinnengiebel in Moosburg an der Isar. Das denkmalgeschützte Haus in der Leinbergerstr. 2 wird nach früheren Besitzern auch als Oswald-Haus, Hudler-Haus oder Wächter-Haus bezeichnet. Das abbruchgefährdete Gebäude wurde in den Jahren 2021 bis 2023 umfangreich saniert.

## Geschichte
Das Haus stammt im Kern wohl aus der Zeit zwischen der zweiten Hälfte des 15. Jahrhunderts und der Mitte des 16. Jahrhunderts. Es steht im Bereich des Viertels „Auf dem Gries“ und grenzte bei der Erbauung wohl an die zweite Moosburger Stadtmauer innerhalb der befestigten Stadt an.

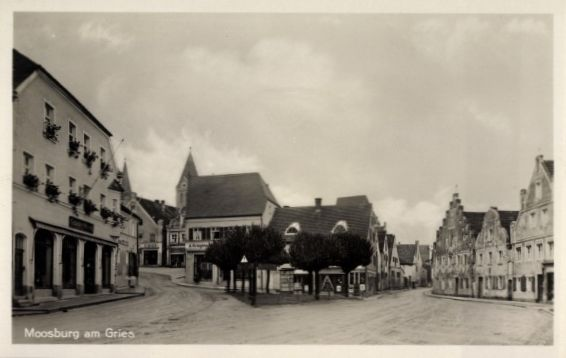
Moosburg am Gries – Postkarte vor 1920

Eine erste Instandsetzung erfolgte nach dem Moosburger Stadtbrand von 1702 um 1705 bis 1707. Dies scheint gesichert, da dendrochronologische Untersuchungen aus dem Jahr 2002 als Ergebnis für Dachstuhl und Balkenlagen der Geschossdecken durchgängig den Zeitraum von 1705 bis 1707 erbrachten. 
Als Eigentümer des Anwesens werden für das späte 18. und frühe 19. Jahrhundert Nachtwächter und „Getreidemesser“ angegeben. Eine Phase größerer baulicher Veränderungen lässt sich für die Zeit von ca. 1865 bis etwa 1890 feststellen. Dabei erfolgte die Errichtung des für das Haus charakteristischen Stufengiebels mit den Zinnen aus Terrakotta, die also nicht mittelalterlichen Ursprungs sind. 
Die Adresse Leinberger Str. 2 hat das Haus erst im Jahr 1952 erhalten, vorher lag das Haus in der Pfaffengasse. Zum damaligen Zeitpunkt war der Eigentümer Martin Oswald. Das Haus war bis 1984 bewohnt, wurde aber baulich kaum noch verändert. Danach folgten Leerstand, Verfall und zwei Jahrzehnte Wassereintritt durch ein undichtes Dach mit den daraus folgenden statischen Problemen.
Nach jahrzehntelangen Diskussionen um die Zukunft des Hauses wurde es im Jahr 2021 vom Landtagsabgeordneten Johannes Becher gekauft, der es denkmalgerecht sanieren und das Haus retten wollte. Die Stadt Moosburg unterstützte die Rettung des Hauses mit einem Zuschuss. Das Landesamt für Denkmalschutz stimmte den geplanten Maßnahmen zu und genehmigte auch eine Photovoltaikanlage auf der Südseite des Dachs. 29 eingebrachte Mikropfähle sollten das Haus vor einem weiteren Absenken schützen. Die fachgerechte Sanierung wurde trotz größerer Schäden am Haus und Kostensteigerungen bereits im Jahr 2023 weitgehend abgeschlossen. So konnte das Haus von Johannes Becher am Tag des offenen Denkmals am 10. September 2023 der Öffentlichkeit präsentiert werden.

## Denkmalschutz
Das Haus steht unter Denkmalschutz und wird in der Denkmalliste des Bayerischen Landesamts für Denkmalpflege folgendermaßen beschrieben:
- Ensemble Auf dem Gries (Az.-Nr. E-1-78-143-1 ): ... Ein im Kern spätmittelalterliches Wohnhaus mit Zinnengiebel (Leinbergerstraße 2) dokumentiert noch die ursprüngliche bürgerliche Wohnhausbebauung. ...
- Einzeldenkmal (Az.-Nr. D-1-78-143-53): Wohnhaus: Zweigeschossiger Giebelbau mit gotisierenden Zinnen, im Kern spätmittelalterlich, Umbau Ende 19. Jahrhundert.